# Pidgin
Un pidgin (in inglese: /'pɪdʒɪn/) è una lingua derivante, nel corso di una generazione, dalla mescolanza di lingue di popolazioni differenti, venute a contatto a seguito di migrazioni, colonizzazioni e relazioni commerciali.

## Definizione
Esistono molte varietà di pidgin (fra loro assai disparate), parlate in varie parti del mondo, specie in paesi ex-coloniali. Esempio tipico è il pidgin English, parlato ancora in molti paesi che hanno avuto un lungo periodo di colonizzazione inglese. Il pidgin English è risultato – in questi paesi – dalla mescolanza tra la lingua ufficiale (l'inglese) e le lingue indigene preesistenti.
Nella maggior parte dei casi non si può parlare di vere e proprie lingue, mancando una qualsiasi tradizione letteraria e avendo strutture non codificate e fortemente semplificate, sia nella struttura sia nel vocabolario. 
I pidgin consentono, dunque, la comunicazione tra i parlanti di due o più lingue differenti (definendo la lingua più forte 'lessificatrice'). Se sussistono le condizioni per cui un pidgin non si estingua o non resti eccessivamente limitato come numero dei parlanti, esso può assumere – nell'arco di tempo di pochissime generazioni – i connotati di lingua relativamente stabile, assumendo una propria struttura morfosintattica: è questo il fenomeno della creolizzazione. Il pidgin si trasforma definitivamente in creolo quando non viene più soltanto appreso, ma una generazione lo acquisisce come lingua nativa.

## Etimologia
Non è del tutto certa l'origine del nome, ma è nato sicuramente in Cina. La versione più accreditata è che derivi dalla scorretta pronuncia cinese dell'inglese business.

## Come nascono ipidgin
Diversi sono gli elementi che contribuiscono alla nascita di un pidgin:
- contatti, regolari e protratti nel tempo, tra due (o più) diverse comunità linguistiche;
- la necessità di comunicare tra gli appartenenti alle due comunità;
- l'assenza (o, comunque, la scarsa conoscenza) di una diversa lingua "franca", che si possa utilizzare per comunicare tra le diverse comunità.

Secondo Keith Whinnom (1971), i pidgin, in realtà, possono nascere solo grazie all'incontro fra tre diverse lingue, con una che faccia da superstrato e risulti perciò maggiormente formante sulle altre. La distinzione appare pretestuosa, dato che se da un lato è estremamente improbabile che gli afferenti siano perfettamente equilibrati come attitudine formante, è difficile valutare il valore formante di ogni parte, infatti se si valuta per grammatica, sintassi o lessico, queste possono ciascuna assumere diverso rilievo di assunzione secondo le condizioni di utilità.
Un pidgin può poi evolvere in una lingua creola quando una generazione di genitori trasmette, in qualità di lingua madre, la conoscenza del pidgin ai propri figli. In tal modo, le lingue creole possono subentrare al misto di lingue sin lì parlato, divenendo così la prima lingua della comunità: è quanto successo alla lingua krio della Sierra Leone (nata come pidgin di altre lingue, a loro volta "miste") e al Tok Pisin della Papua Nuova Guinea, che ha assunto lo stato di lingua ufficiale a tutti gli effetti. La trasformazione dei pidgin in lingue creole è tuttavia piuttosto rara: è più frequente il caso in cui vadano via via estinguendosi rientrando in una delle lingue di origine o dominante, o che permangano comunque come dialetti.

## Cosa èpidgine cosa non lo è
Il «chinglish» (chinese-english), parlato un tempo nel Sudest asiatico,  è forse uno dei primi pidgin a essere nati. Era una commistione di cinese e inglese. Da notare che alcune espressioni pidgin, vere e proprie "traduzioni" letterali dal cantonese, sono entrate a far parte dell'inglese colloquiale:
- long time no see (好耐冇見 hao3 noi6 mou5 gin3);
- look-see (睇見 tai2 gin3): look and see;
- no can do (唔得做 m4 dak1 zou6): cannot do;
- no-go (唔去 m4 qu1): do not go.

Lo spanglish, spesso ritenuto un pidgin anglo-spagnolo, in realtà è una sorta di gergo: esso, infatti, viene utilizzato da persone che hanno una buona padronanza di entrambe le lingue e, inoltre, le caratteristiche fonologiche e grammaticali di entrambe le lingue vengono mantenute. Simile allo spanglish è il goleta english, parlato a Porto Rico e, soprattutto, tra le comunità portoricane degli Stati Uniti.
Altro esempio di pidgin è il fanagalo, nato nell'Africa meridionale per permettere ai lavoratori delle miniere d'oro, parlanti lingue diverse, di comunicare tra loro.

## Ipidgindei Caraibi
I pidgin dei Caraibi nacquero in epoca coloniale, quando la società locale venne profondamente trasformata dall'arrivo degli europei. A fronte di una piccola minoranza di proprietari bianchi, vi erano infatti masse di indigeni (sempre meno con il passare del tempo) e di schiavi africani parlanti spesso lingue molto diverse tra loro. Per permettere la comunicazione tra gruppi così distanti fra loro, si crearono lingue pidgin che, solitamente, erano corruzioni delle lingue europee (si nota, solitamente, una forte semplificazione della grammatica e della fonetica, oltre che l'uso di vocaboli tratti da lingue amerindie o africane). Alcuni di questi pidgin si trasformarono poi in lingue creole, diventando così le lingue più diffuse delle isole dell'arcipelago: fra essi, i più importanti sono il creolo haitiano (lingua ufficiale di Haiti insieme al francese, nonché la prima lingua di quasi tutti gli haitiani), il papiamento delle isole Aruba, Bonaire e Curaçao, e il patois giamaicano.

## Ipidgindell'Oceania
Con tutta probabilità, i pidgin della Melanesia si originarono nel XIX secolo, quando molti melanesiani vennero trasferiti dalle loro isole per lavorare in Australia, soprattutto in Queensland, o altre isole. Questi pidgin, dunque, vennero sviluppati dai melanesiani non tanto per comunicare con i colonizzatori, quanto per parlare tra di loro, quando provenienti da isole diverse e quindi con diversi idiomi. Una volta rientrati nelle proprie isole, questi lavoratori fecero sì che tali lingue miste divenissero, spesso, gli idiomi più diffusi localmente in tutto il sistema di isole.
L'inglese, solitamente, fa da lingua base, da cui deriva gran parte del vocabolario. La grammatica, al contrario, è quella delle parlate melanesiane (come dimostrato dalla presenza di pronomi singolari, duali e plurali e da inclusive and exclusive first-person cases).
Ciononostante, il Tok Pisin presenta vocaboli che derivano dal tedesco, mentre nel bislama si utilizzano parole francesi. Il pijin delle Isole Salomone si basa sull’inglese. Un po' tutti questi pidgin, inoltre, possiedono anche molti termini derivanti dalle lingue native.
Tra l'altro, spesso accade che i "prestiti" non vedano modificato solo il loro suono e il loro significato, ma addirittura il contesto emotivo in cui sono usati. Il caso più significativo è dato dal termine bagarap ("inattivo", "che non lavora"), utilizzato come parola dalla connotazione positiva. Allo stesso modo, wikit (termine pijin delle Isole Salomone) deriva dall'inglese wicked ("maledetto") ma è utilizzato per designare i pagani e, come tale, non ha alcuna sfumatura negativa.
Parecchie espressioni comunemente usate per esemplificare i pidgin della Melanesia non hanno basi conosciute nel loro effettivo utilizzo. Fra queste bigfala bokis garem plande tit, iu hitim hemi kraeout (in Inglese: a big box with many teeth, when you hit it, it cries) per indicare il pianoforte, e miksmasta blong Jisas (in Inglese: Jesus' food mixer) per indicare l'elicottero. Le parole usate nelle Isole Salomone sono piana e tiopa. Un commentatore ha affermato che molti abitanti della Melanesia sono tanto lontani dagli elicotteri quanto dai frullatori elettrici per prodotti alimentari e che, probabilmente, chiamerebbero l'elicottero con maggiore facilità elikopta blong misis.
Altri pidgin, non melanesiani, sviluppatisi in Oceania, includono il pidgin delle Hawaii (nato come un misto di inglese, giapponese, portoghese e lingue locali) e quello di Pitcairn (parlato a Pitcairn e Norfolk).